# Hochwasserrückhaltebecken Krumme-Grund I
Das Hochwasserrückhaltebecken Krumme Grund I oder Liethstaudamm ist ein Hochwasserrückhaltebecken an dem Flüsschen Krumme Grund (oder Krumme-Grund-Bach), einem Zufluss der Pader im Einzugsgebiet der Lippe. Es wird vom Wasserverband Obere Lippe betrieben. Das sogenannte „Grüne Becken“ ohne Dauerstau liegt im Stadtgebiet von Paderborn in Nordrhein-Westfalen.
Das Baumaterial für den Staudamm wurde Terrassenschotter und steiniger Lehm verwendet. Die Dichtung besteht aus einem Lehmkern mit einem Injektionsschleier im Felsuntergrund.
Über den Staudamm führt eine Straße. Im Staubereich befindet sich ein Naherholungsgebiet.
Es gibt noch einen zweiten, kleineren Damm „Krumme Grund II“ etwas weiter unterhalb am selben Gewässer bei 
51° 42′ 53″ N, 8° 47′ 0″ O.